# 須卜単于
須卜単于（呉音：しゅほくぜんう、漢音：しゅうほくせんう、拼音：Xūbŭchányú、生没年不詳）は、中国の新代に王莽によって立てられた匈奴の対立単于。姓は須卜氏、名は当という。攣鞮氏の単于ではなく、その姻戚関係にある貴種の須卜氏の出身なので須卜単于と呼ばれる。もとは右骨都侯であった。

## 生涯
須卜当は復株累若鞮単于と王昭君の娘である云（伊墨居次）を娶る。
始建国元年（9年）、中国で王莽が帝位を簒奪し、漢を滅ぼして新を建てた。王莽は五威将の王駿らを匈奴へ派遣し、烏珠留若鞮単于に新たな単于印を与えた。しかし、その印綬が匈奴を辱める物になっていたので、烏珠留若鞮単于は右骨都侯の須卜当を王駿らの所へ行かせて抗議させた。
始建国5年（13年）、烏珠留若鞮単于が死去すると、匈奴の国人たちは右骨都侯の須卜当を大臣に起用した。そして、その妻である伊墨居次は孝単于の咸を烏累若鞮単于として即位させ、新の王莽と和親を結ばせた。
天鳳元年（14年）、伊墨居次と須卜当が和親侯の王歙と会見したいと申し出たので、王莽は王歙とその弟である騎都尉展徳侯の王颯を遣わし、単于即位の祝賀と、黄金衣被繒帛を賜い、さらに烏累若鞮単于の子の登が健在であることと、反逆者である陳良と終帯らの送還を求めることを伝えさせた。烏累若鞮単于はこれに応じ、陳良と終帯らを拘束し、新に渡した。
天鳳2年（15年）、須卜当は王莽によって後安公に封ぜられ、息子の須卜奢が後安侯に封ぜられた。
天鳳5年（18年）、烏累若鞮単于が死去し、左賢王の輿が呼都而尸道皋若鞮単于となった。呼都而尸道皋若鞮単于は須卜当の子である大且渠の須卜奢を新へ遣わし、奉献させた。王莽は彼を帰すついでに和親侯の王歙をつけてやり、匈奴の実質的な権力者である須卜当夫婦を長安まで連れてこさせようとした。須卜奢は匈奴に逃げ帰ったが、須卜当は長安に連れてこられ、王莽より須卜単于を拝命された。
須卜単于が病死すると、王莽は自分の娘である陸逯任を須卜奢に娶らせた。

## 妻子
- 居次（妻）
  - 伊墨居次（須卜居次、云）…王昭君の娘
- 子
  - 須卜奢

## 参考資料
- 『漢書』（匈奴伝下）